# Nevesta studenta Pevcova
Nevesta studenta Pevcova (Невеста студента Певцова) è un film del 1916 diretto da Evgenij Bauėr.